# Pampers
Pampers er et varemærke for bleer, der ejes as den amerikanske koncern Procter & Gamble. Pampers blev grundlagt i 1959 i New York af Vic Mills. Pampersbleer fås i forskellige størrelser og typer til barnets forskellige alderstrin og færdigheder.
| Varemærke | Spire Denne artikel om et varemærke er en spire som bør udbygges. Du er velkommen til at hjælpe Wikipedia ved at udvide den. |